# Consuelo Morales Elizondo
Consuelo Gloria Morales Elizondo (Monterrey, maart 1948) is een Mexicaanse activiste en directeur van een organisatie van burgers voor steun aan de mensenrechten (CADHAC: Ciudadanos en Apoyo a los Derechos Humanos).    
Haar werk als verdediger van mensenrechten is erkend door diverse nationale en internationale instanties. Zij won bijvoorbeeld de mensenrechtenprijs Premio Nacional de Derechos Humanos van de nationale commissie voor de mensenrechten Comisión Nacional de Derechos Humanos en de Premio Alison de Forges voor haar buitengewone werk voor de organisatie Human Rights Watch.

## Levensloop
Consuelo Morales werd geboren in 1948 in de stad Monterrey. Ze is lid van de congregatie van Notre-Dame Canónigas de San Agustín.
Ze haalde haar bachelorsgraad in sociaal werk van de school voor sociaal werk Vasco de Quiroga in Mexico-Stad en haar master in mensenrechten en democratie bij de faculteit Latijns-Amerika, afdeling sociale wetenschappen: Facultad Latinoamericana de Ciencias Sociales (FLACSO). Het hoofdkantoor hiervan is gevestigd in Mexico.
Ze is president van de "Conferentie voor religieuze Mexicanen", gevestigd in het aartsbisdom van Montecristo en was tevens lid van diverse burgerorganisaties, waaronder de permanente vergadering van de commissie van pastoraal en sociaal werk en de vergadering voor een humanitaire groep (Consejo del Grupo Humanitas). Daarnaast was ze coördinator van Red de Organizaciones Civiles del Norte de México en adviseur van OXFAM-México.

## Ciudadanos en Apoyo de Derechos Humanos
Na haar werk met inheemse gemeenschappen in Veracruz en de straatkinderen van Mexico Stad keerde Consuelo terug naar haar geboortestad. De gemeenschap daar werd geteisterd door interne conflicten.
In 1993 vormde zij een associatie van stedelingen voor steun aan de mensenrechten: Ciudadanos en Apoyo de Derechos Humanos (CADHAC). Hiermee vulde zij een leemte in het veld. Sinds 1993 is zij hiervan de directeur. De afgelopen twintig jaar heeft CADHAC diverse problemen aangepakt, onder meer op het gebied van mensenrechten in de staat Nuevo León. Ook problemen als misbruik in weeshuizen en de verdwijning van stedelingen zijn aangepakt.
Deze organisatie verdedigt en promoot de mensenrechten. Belangrijk is de context van respect voor de waardigheid van de persoon. Het is een van de meest duurzame NGO's in het noorden van Mexico en zij werd vanaf het begin erkend en gewaardeerd. De organisatie was altijd betrokken bij de strijd tegen drugshandel (guerra contra el narcotráfico) en heeft de families van slachtoffers bijgestaan tijdens hun zoektocht naar familieleden.
Vanaf 1993 heeft CADHAC het werkterrein uitgebreid van de verspreiding van de thema's op het gebied van de mensenrechten naar de actieve verdediging bij juridische instanties en overheidsorganisaties. Consuelo Morales heeft zich als directeur van CADHAC onderscheiden door haar werk en haar steun voor de moeders van de mensen die verdwenen zijn tijdens de strijd tegen de drugshandel in Nuevo León.
Na inspanningen van CADHAC ter ondersteuning van de families van de getroffenen, heeft Eustacio Esteban Salinas Wolberg, de eerste districtsrechter in strafzaken bij de civiele rechtbank Nuevo León op 20 juli 2015 een vonnis uitgesproken wegens extrajudiciële executies (executies die worden uitgevoerd door de overheid zonder dat er een juridisch proces heeft plaatsgevonden). Dit betreft de zaak van Rocío Elías Garza en haar echtgenoot Juan Carlos Peña Chavarría, slachtoffers van een extrajudiciële executie door een militair op 3 maart 2010, in Anáhuac, Nuevo León. Dit was de eerste keer dat in Nuevo Leon een militair werd veroordeeld voor de executie van inwoners van Mexico.

## Erkenning

### Nationale erkenning
- 2010: Consuelo Gloria Morales Elizondo kreeg de Nationale prijs voor gelijkheid en tegen discriminatie (Premio Nacional por la Igualdad y Contra la Discriminación van de Nationale Raad ter voorkoming van discriminatie (Conapred).[6]
- 2013: Zij kreeg van de staat Nuevo León de hoogste onderscheiding, de Medaille voor Maatschappelijke Verdienstelijkheid (la Medalla al Mérito Cívico).
- 2015: CADHAC kreeg erkenning voor de inzet voor de vredesbeweging in de staat Chihuahua (Movimiento por la Paz del Estado de Chihuahua).[7]).
- 2015: CADHAC kreeg de nationale mensenrechtenprijs (Premio Nacional de Derechos Humanos) van de nationale commissie voor de mensenrechten (Comisión Nacional de Derechos Humanos) voor het uitstekende werk en de effectieve promotie en verdediging van de mensenrechten, met speciale focus op de "verdwenen mensen".

### Internationale erkenning
Op internationaal niveau is haar werk erkend en onderscheiden door de volgende partijen:
- 2011:  Door de wereldwijde organisatie Human Rights Watch onderscheiden met de Alison des Forges prijs (Premio Alison Des Forges) wegens buitengewoon werk.[4]
- 2015: Door de Duitse en Franse ambassades onderscheiden met een mensenrechtenprijs (Premio Franco-Alemán de Derechos Humanos “Gilberto Bosques").